# Erhard Hübener

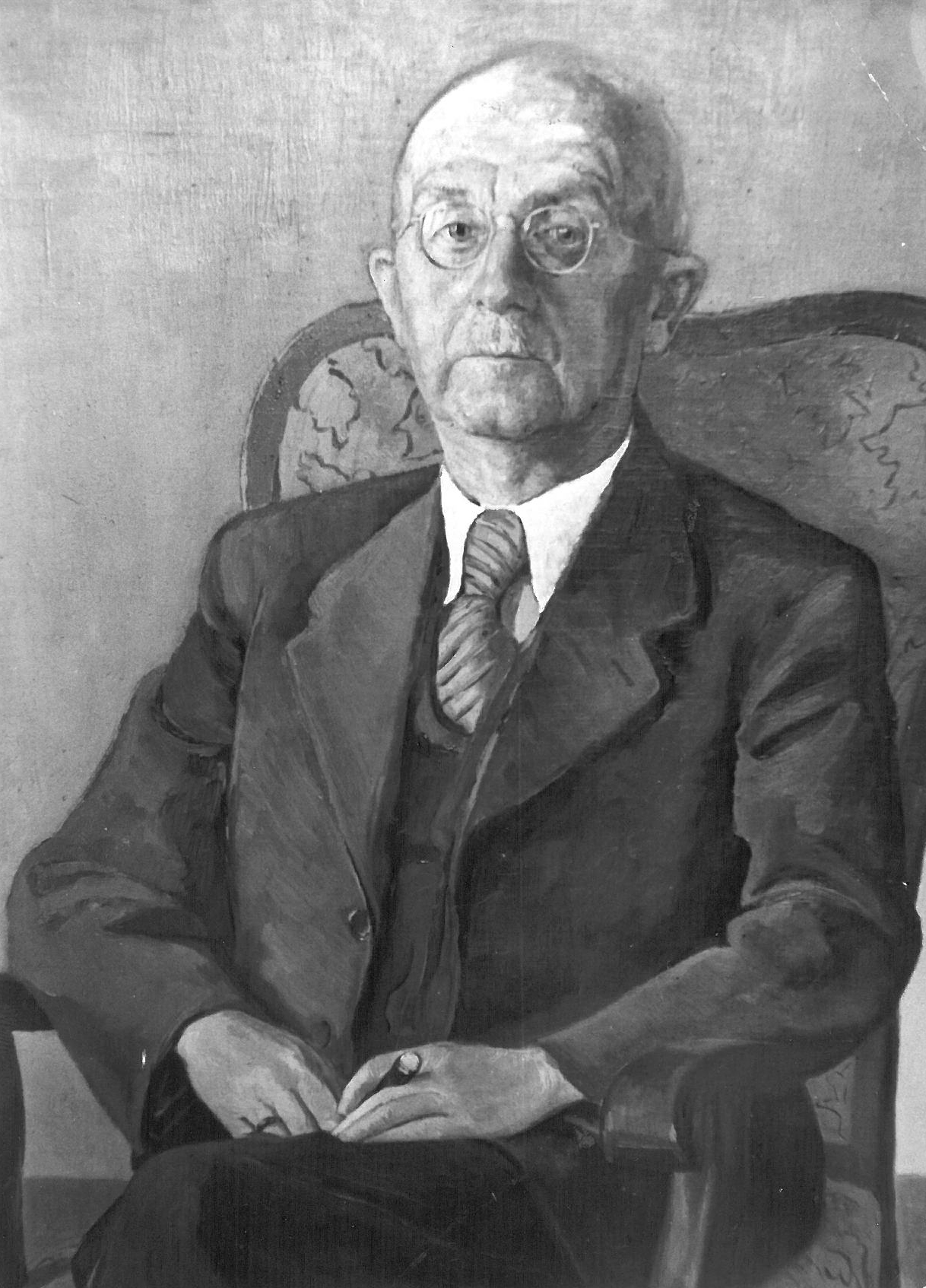
Erhard Hübener

Erhard Hübener (Tacken, 4 augustus 1881 - Bad Salzuflen, 3 juni 1958) was een Oost-Duits liberaal politicus. 
Erhard Hübener was de zoon van een dominee. In 1905 promoveerde hij in de filologie. Van 1905 tot 1909 studeerde hij economie. Tijdens de Eerste Wereldoorlog was hij militair in het Duitse leger (1914-1918). In 1919 trad hij in Pruisische staatsdienst en werkte sindsdien op het Pruisisch ministerie van Handel. Sinds 1924 was hij  Landeshauptmann van Saksen. 
Tijdens het interbellum was Hübener lid van de liberaal-democratische Deutsche Demokratische Partei (DDP). Na 1933 was hij als schrijver van wetenschappelijke werken actief in Jena en Wernigerode (onder het pseudoniem J.S. Erhard). 
In 1945 was hij betrokken bij de oprichting van de LDPD (Liberaldemokratische Partei Deutschlands) in Saksen. Daarnaast werd hij hoogleraar aan de Martin Luther Universiteit van Halle. Van 1945 tot 1947 was hij Oberpräsident van Saksen-Anhalt. In 1947 werd hij door de Sovjet-Russische bezettingsmacht aangesteld als minister-president van Saksen-Anhalt. Van 1948 tot 1949 was hij tevens lid van het Deutscher Volkskongress (provisorisch parlement). In 1949 trad hij om gezondheidsredenen af.
- Gemeinsame Normdatei: 118707647
- International Standard Name Identifier: 0000 0003 7411 7677
- Library of Congress Control Number: n78062077
- Nationale Bibliotheek van Tsjechië: xx0269704
- Nationale Bibliotheek van Israël: 987007281651005171
- Virtual International Authority File: 34824975